# Gałków (gmina)
Gałków – dawna gmina wiejska istniejąca w XIX wieku w guberni piotrkowskiej. Siedzibą władz gminy był Gałków.
Za Królestwa Polskiego gmina Gałków należała do powiatu brzezińskiego w guberni piotrkowskiej.
Gmina została zniesiona w 1874 roku, a z jej obszaru oraz z obszaru zniesionej gminy Bedoń utworzono gminę Gałkówek.